# Simiskina maina
Simiskina maina är en fjärilsart som beskrevs av Hans Fruhstorfer 1917. Simiskina maina ingår i släktet Simiskina och familjen juvelvingar. Inga underarter finns listade i Catalogue of Life.